# Михаило Радовић
Михаило Радовић (1759—1822) био је један од организатора устанка у ужичком крају, 1804. године и учесник Првог и Другог српског устанка.
Преци Михаила Радовића су из Црне Горе и приликом сеобе најпре су се задржали код Прибоја а одатле су се населили, крајем 17. или почетком 18. века, у село Равни у ужичком крају. Михаило се родио 1759. године и веома рано, као дете од 4-6 година, остао без родитеља који су помрли од куге 1763-1765. године.
До Првог српског устанка живео је и селу бавећи се земљорадњом и сточарством. Као вредан, предузимљив и разборит човек стекао је приличан иметак и био је поштован и угледан у свом селу и читавом крају.
Кад је избио устанак 1804. Михаило је био зрео човек, имао је тада 45 година. Био је, несумњиво, један од организатора устанка у Кнежини Рујно. Учесник је, са својом борцима, у свим борбама у току устанка у ужичком крају. Учествовао је са својим људима у заузимању Ужица 1805. године. Већ тада се истакао као добар јунак „одликујући се храброшћу и памећу“, како каже Милан Милићевић. Тада је постао старешина - кнез на Златибору. Истакао се и у борбама 1807. године приликом освајања ужичке тврђаве. И у наредним годинама Радовић је био ревностан чувар границе на југозападном делу устаничке Србије. Стражарио је на јужним падинама Златибора бранећи овај крај од изненадних турских напада. Нарочито се истакао у јануару 1808. године када су Турци на Божић на Таламбасу покушали да изненаде устанике. По дубоком снегу храбри Радовићеви ратници су потукли турске нападаче. На предлог Милоша Обреновића, који је био командант Ужичке нахије, за овај подвиг, Радовића су Карађорђе и Совјет поставили за војводу златиборског издавши му том приликом и диплому. Такође се истакао и у борбама вођеним против Сулејман-паше Скопљака када је овај 1809. са 3.000 људи ударио на Таламбас где се налазио утврђени шанац.
Ужички крај 1813. није био изложен озбиљнијим нападима Турака. По позиву Карађорђа Радовић је са својим борцима похитаао у помоћ храбрим браниоцима на Равњу и Засавици. Тамо, међутим, нису стигли јер су у ваљевском крају сазнали за српски пораз.
Радовић се истакао и у хватању хајдука којих је у то време било у нашем крају. Такође је по Карађорђевим захтевима бринуо о обезбеђењу, хране, огрева, сена за потребе ужичког града.
По слому устанка Радовић није побегао преко границе. Остао је у свом крају са својим ратницима кријући се у шумама Златибора.
Када је после Хаџи Проданове буне 1814. године почело комашање у Србији и припреме за акцију, Турци су ради сугурности у пролеће 1815. изненада позвали и похапсили виђеније људе држећи их као таоце да у њиховим крајевима неће бити побуне. Међу ухапшенима био је и Михаило Радовић. Пошто се Јован Мићић са устаницима приближио Ужицу, Турци су решили да похапшене поубијају. Сазнавжи за турску намеру затвореници су одлучили да побегну, спуштајући се низ зидине ужичког града. Од њих четворице спасли су се само Радовић и Маслаћ. Радовић се одмах придружио устаницима.
Од 1815. до 1819. Радовић се истиче као старешина у ужичком крају. У неким документима се помиње као оберкнез ужичке нахије.
Услед болести од бубрега 1819. године повлачи се од државних, јавних и војних послова и живи у свом селу. Умро је 1822. године у Равнима где је и сахрањен.
Михаило Радовић је типичан народни представник у бурним временима српских устанака. За разлику од неких других вођа наших устанака који су били хајдуци, или четовође хајдучких дружина, трговци или свештеници, Радовић је био човек из народа, сељак који је само својим залагањем, поштеним радом и пожртвовањем стекао велики углед и заслужио поштовање. Одликовао се и храброшћу и памећу и поштењем (он из државне касе, за разлику од неких других вођа устанка, није примао никакву новчану надокнаду сем оне за подмиривање нужних трошкова). Милићевић за њега каже да је „ревно помагао напретку народном док год је био жив“. Уз све ово издвајао се и великом физичком снагом.